# Pontyfikat

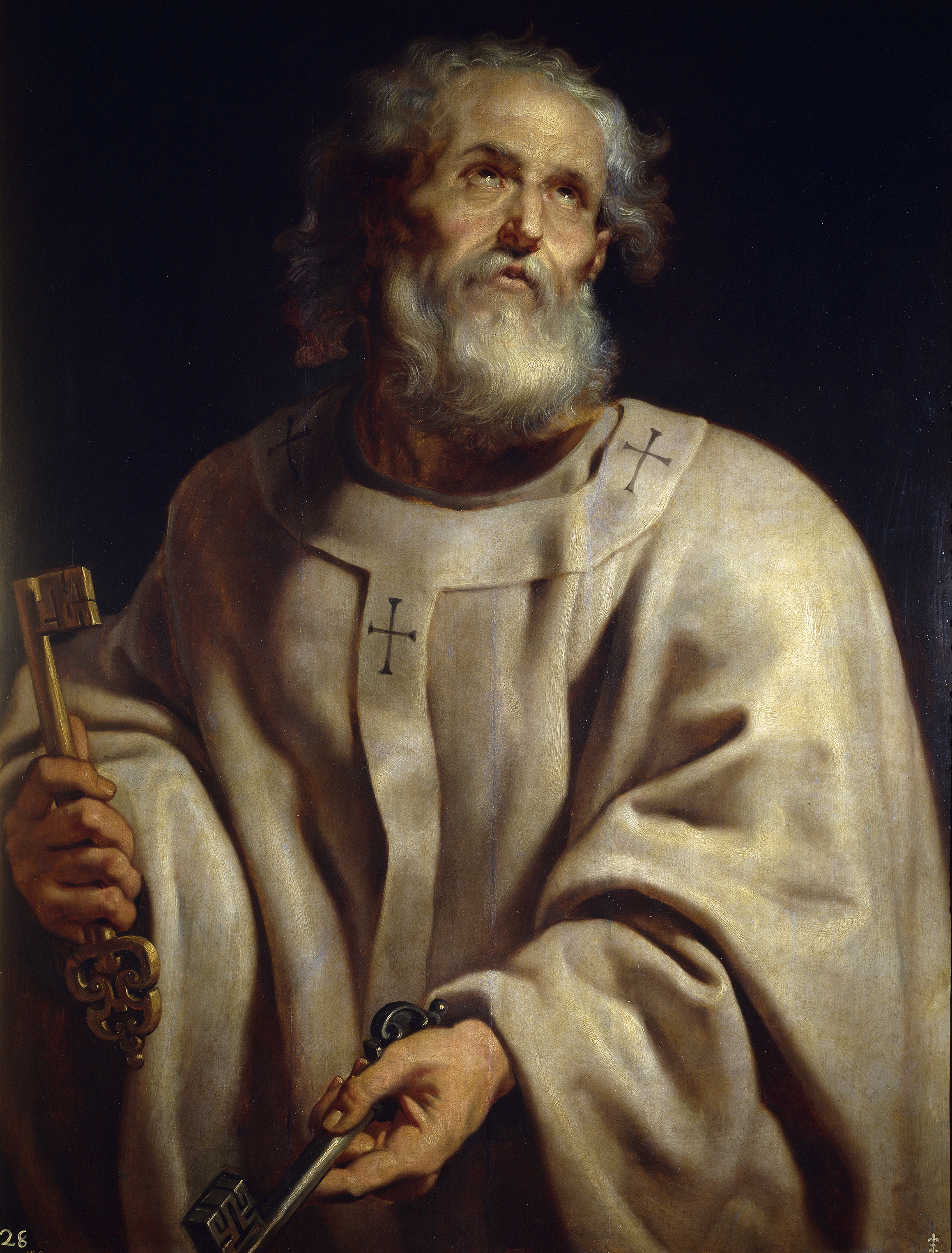
Piotr Apostoł jest według tradycji najdłużej panującym papieżem.

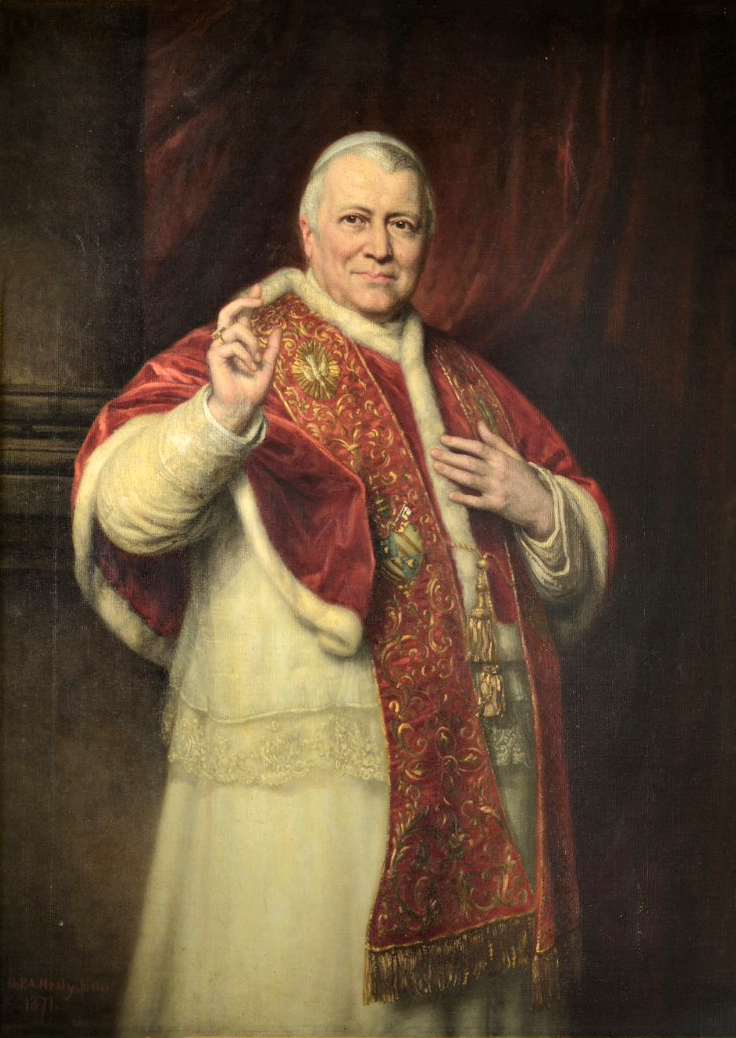
Pius IX – papież o najdłuższym możliwym do zweryfikowania panowaniu.

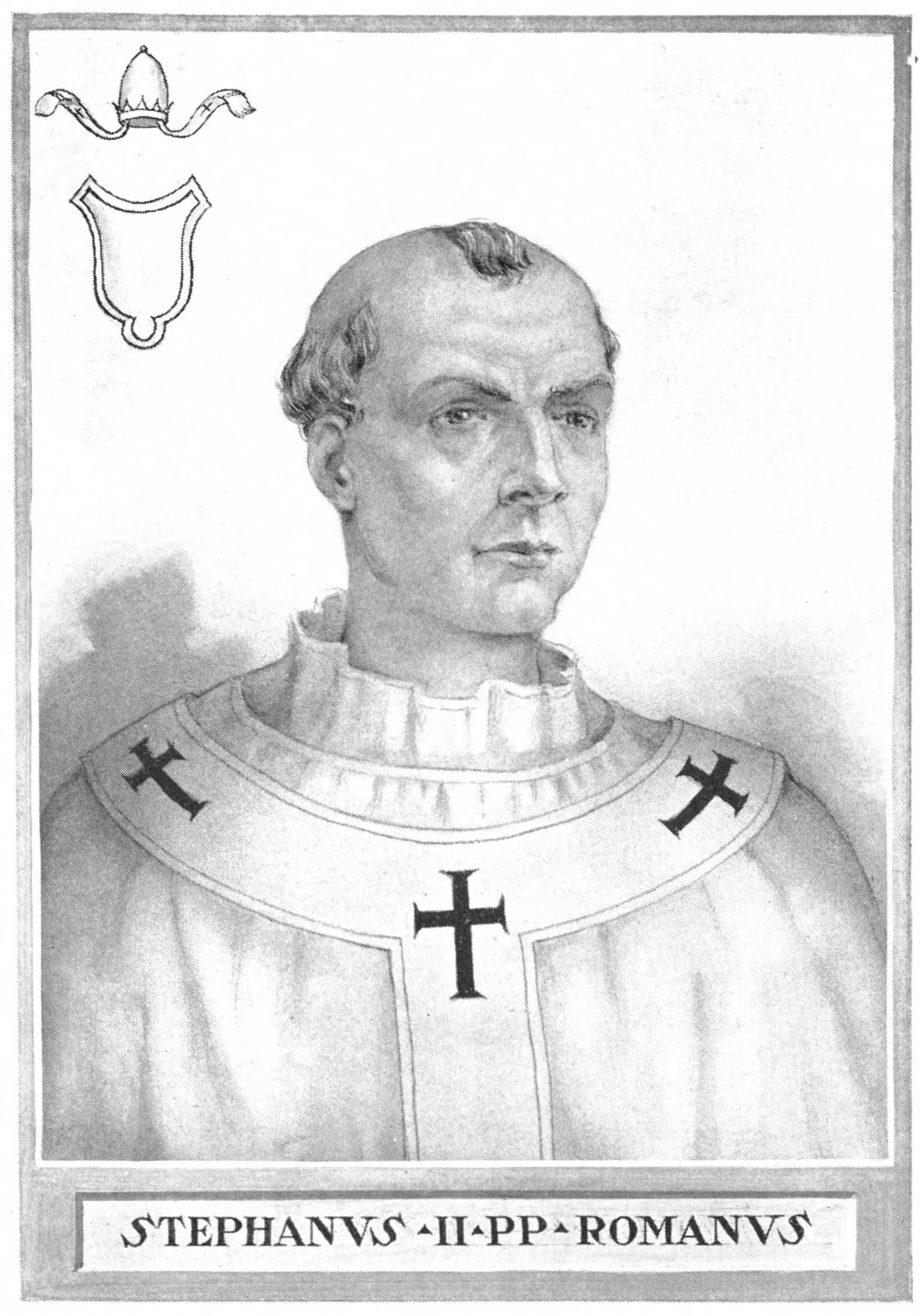
Stefan II był papieżem, który zmarł przed święceniami biskupimi wymaganymi do właściwego objęcia tronu. Czyni to go najkrócej panującym, ale też z tego powodu często nie jest liczony.

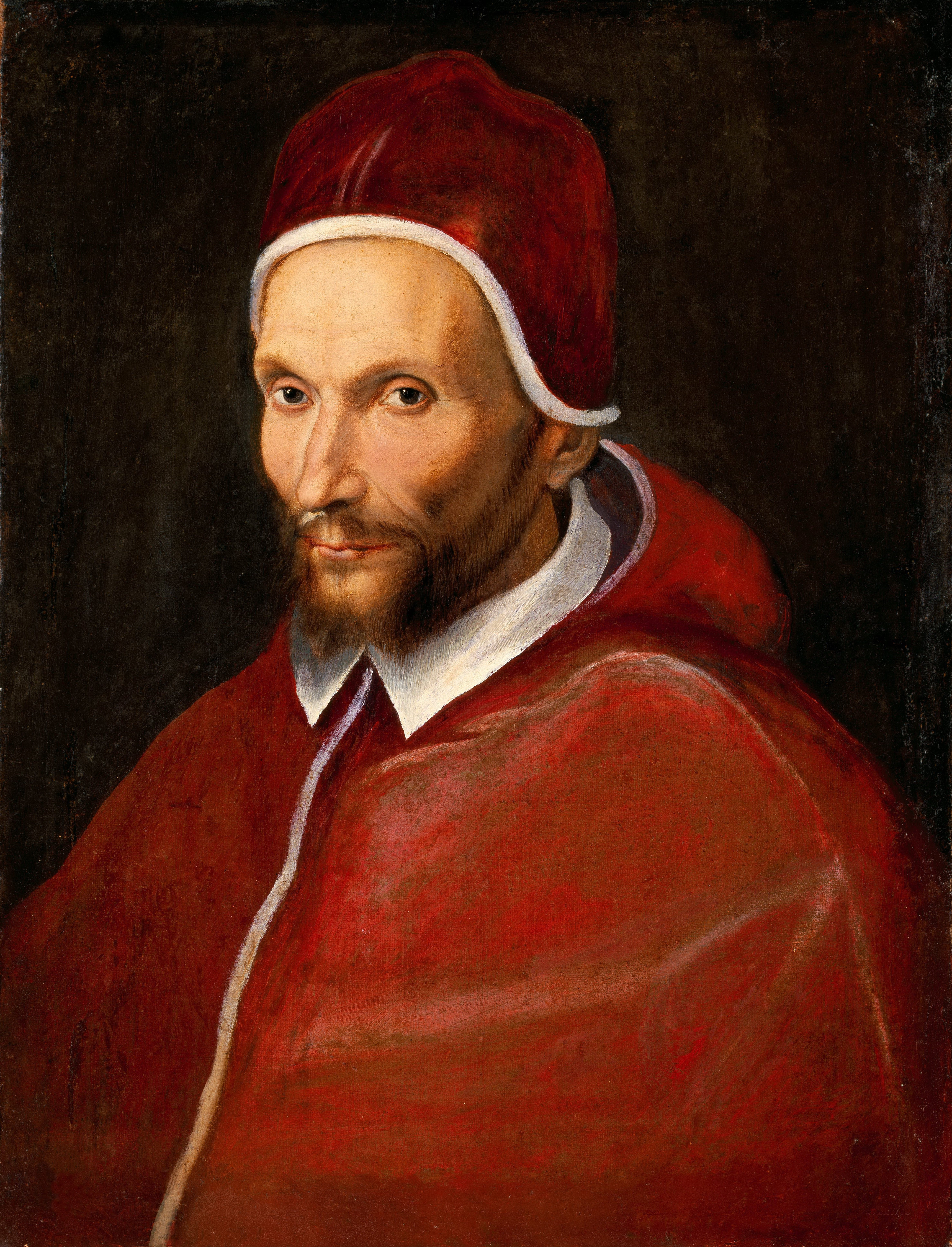
Panowanie papieża Urbana VII jest najkrótszym oficjalnie uznanym pontyfikatem.

Pontyfikat – okres sprawowania władzy w Kościele katolickim przez papieża. Pochodzi od łac. słowa pontifex (budowniczy mostów), a oznaczającego pontyfika – kapłana należącego do kapłańskiego kolegium w starożytnym Rzymie. Termin pontificatus oznaczający początkowo władzę pontyfika przeniesiono później na władzę papieża i biskupa.
Długość pontyfikatu papieskiego dotychczas wynosiła średnio ok. 8 lat. Spośród papieży oficjalnie uznanych przez Stolicę Apostolską najkrótszy pontyfikat miał Urban VII – 12 dni (1590) – a spośród wszystkich wymienianych – Stefan II – 4 dni (752). Do tej pory najdłuższy był 37-letni pontyfikat świętego Piotra. Drugim co do długości według tradycji, ale najdłuższym udokumentowanym, jest pontyfikat Piusa IX – prawie 32 lata (1846–1878), a trzecim pontyfikat Jana Pawła II – blisko 26 i pół roku (1978–2005).

## Lista najdłuższych pontyfikatów
| Papież         | Lata pontyfikatu | Okres pontyfikatu          | Liczba dni |
| -------------- | ---------------- | -------------------------- | ---------- |
| Piotr Apostoł  | 30–67            | 37 lat                     | ?          |
| Pius IX        | 1846–1878        | 31 lat 7 miesięcy 22 dni   | 11559      |
| Jan Paweł II   | 1978–2005        | 26 lat 5 miesięcy 17 dni   | 9665       |
| Leon XIII      | 1878–1903        | 25 lat 5 miesięcy          | 9280       |
| Pius VI        | 1775–1799        | 24 lata 6 miesięcy         | 8961       |
| Hadrian I      | 772–795          | 23 lata 10 miesięcy 24 dni | 8728       |
| Pius VII       | 1800–1823        | 23 lata 5 miesięcy         | 8559       |
| Aleksander III | 1159–1181        | 22 lata bez 8 dni          | 8028       |
| Sylwester I    | 314–335          | 21 lat 11 miesięcy 1 dzień | 8004       |
| Leon I         | 440–461          | 21 lat 1 miesiąc 13 dni    | 7712       |
| Urban VIII     | 1623–1644        | 20 lat 11 miesięcy 24 dni  | 7663       |
| Leon III       | 795–816          | 20 lat 5 miesięcy 18 dni   | 7474       |
| Klemens XI     | 1700–1721        | 20 lat 3 miesięcy 26 dni   | 7421       |
| Pius XII       | 1939–1958        | 19 lat 7 miesięcy 9 dni    | 7161       |

## Lista najkrótszych pontyfikatów
| Papież        | Rok/lata pontyfikatu | Liczba dni |
| ------------- | -------------------- | ---------- |
| Stefan II     | 752                  | 4 dni      |
| Urban VII     | 1590                 | 12 dni     |
| Bonifacy VI   | 896                  | 14 dni     |
| Celestyn IV   | 1241                 | 17 dni     |
| Teodor II     | 897                  | 20 dni     |
| Syzyniusz     | 708                  | 20 dni     |
| Marceli II    | 1555                 | 22 dni     |
| Damazy II     | 1048                 | 23 dni     |
| Leon XI       | 1605                 | 26 dni     |
| Pius III      | 1503                 | 26 dni     |
| Walentyn      | 827                  | 30 dni     |
| Benedykt V    | 964                  | 32 dni     |
| Jan Paweł I   | 1978                 | 33 dni     |
| Hadrian V     | 1276                 | 38 dni     |
| Anteros       | 235–236              | 43 dni     |
| Grzegorz VIII | 1187                 | 57 dni     |
| Leon V        | 903                  | 60 dni     |
| Innocenty IX  | 1591                 | 62 dni     |
| Seweryn       | 640                  | 66 dni     |